# Beniamin (Iwanow)
Beniamin, imię świeckie Wiktor Ananjewicz Iwanow (ur. 29 sierpnia?/10 września 1886 w Odessie, zm. w październiku 1937) – rosyjski biskup prawosławny.

## Życiorys
Był synem kapłana prawosławnego. Ukończył seminarium duchowne w Odessie w 1909 jako jeden z najlepszych absolwentów, co umożliwiło mu kontynuowanie nauki w Kazańskiej Akademii Duchownej. Studia teologiczne ukończył w 1913. 27 lutego 1915 w prywatnej cerkwi przy rezydencji biskupów chersońskich został wyświęcony na diakona. 1 marca tego samego roku w soborze Przemienienia Pańskiego w Odessie przyjął święcenia kapłańskie. Od 1914 do 1917 był eparchialnym misjonarzem. Następnie od 1917 do 1922 służył w cerkwi św. Michała Archanioła w Odessie, zaś od 1922 do 1926 – w cerkwi św. Aleksego w tym samym mieście. 
Od 1926 do 1933 żył w Kursku. W 1933 złożył wieczyste śluby mnisze przed miejscowym biskupem Onufrym. 14 sierpnia 1933 został wyświęcony na biskupa pietropawłowskiego, wikariusza eparchii omskiej. Ceremonia pod przewodnictwem zastępcy locum tenens patriarchy moskiewskiego i całej Rusi metropolity Sergiusza odbyła się w soborze Objawienia Pańskiego w Moskwie. W 1936 został biskupem saratowskim. Na katedrze pozostał do aresztowania w lutym 1937. Został skazany na śmierć i rozstrzelany w październiku 1937.